# Liste der Biografien/Alba
Liste der Biografien |
Portal Biografien |
Personensuche
# |
A |
B |
C |
D |
E |
F |
G |
H |
I |
J |
K |
L |
M |
N |
O |
P |
Q |
R |
S |
T |
U |
V |
W |
X |
Y |
Z |
?
 
Aa |
Ab |
Ac |
Ad |
Ae |
Af |
Ag |
Ah |
Ai |
Aj |
Ak |
Al |
Am |
An |
Ao |
Ap |
Aq |
Ar |
As |
At |
Au |
Av |
Aw |
Ax |
Ay |
Az
 
Ala |
Alb |
Alc |
Ald |
Ale |
Alf |
Alg |
Alh |
Ali |
Alj |
Alk |
All |
Alm |
Aln |
Alo |
Alp |
Alq |
Alr |
Als |
Alt |
Alu |
Alv |
Alw |
Alx |
Aly |
Alz
 
Alba |
Albe |
Albh |
Albi |
Albl |
Albo |
Albr |
Albs |
Albu |
Alby
Die Liste der Biografien führt alle Personen auf, die in der deutschsprachigen Wikipedia einen Artikel haben. Dieses ist eine Teilliste mit 155 Einträgen von Personen, deren Namen mit den Buchstaben „Alba“ beginnt.

## Alba
- Alba Alcaraz, Edmundo de (* 1938), mexikanischer Klimatologe
- Alba Casillas, Raúl de († 2010), mexikanischer Fußballspieler
- Alba Díaz, Miguel Ángel (* 1951), mexikanischer Geistlicher und Bischof von La Paz en la Baja California Sur
- Alba y Hernández, Ignacio de (1890–1978), mexikanischer Geistlicher und Bischof von Colima
- Alba Zambrana, Armando (1901–1974), bolivianischer Schriftsteller, Verleger, Politiker und Diplomat
- Alba, Alfonso de (* 1985), mexikanischer Eishockeytorwart
- Alba, Andrea de (* 1996), mexikanische Schauspielerin, Sängerin, Model, Tänzerin und Ansagerin
- Alba, Antonio (1936–2019), brasilianischer Radrennfahrer
- Alba, Antonio Ibáñez de (* 1956), spanischer Ingenieur, Forscher und Wissenschaftler
- Alba, Beatrice De, Maskenbildnerin
- Alba, Christian (* 1992), uruguayischer Fußballspieler
- Alba, Jessica (* 1981), US-amerikanische SchauspielerinJessica Alba (* 1981)

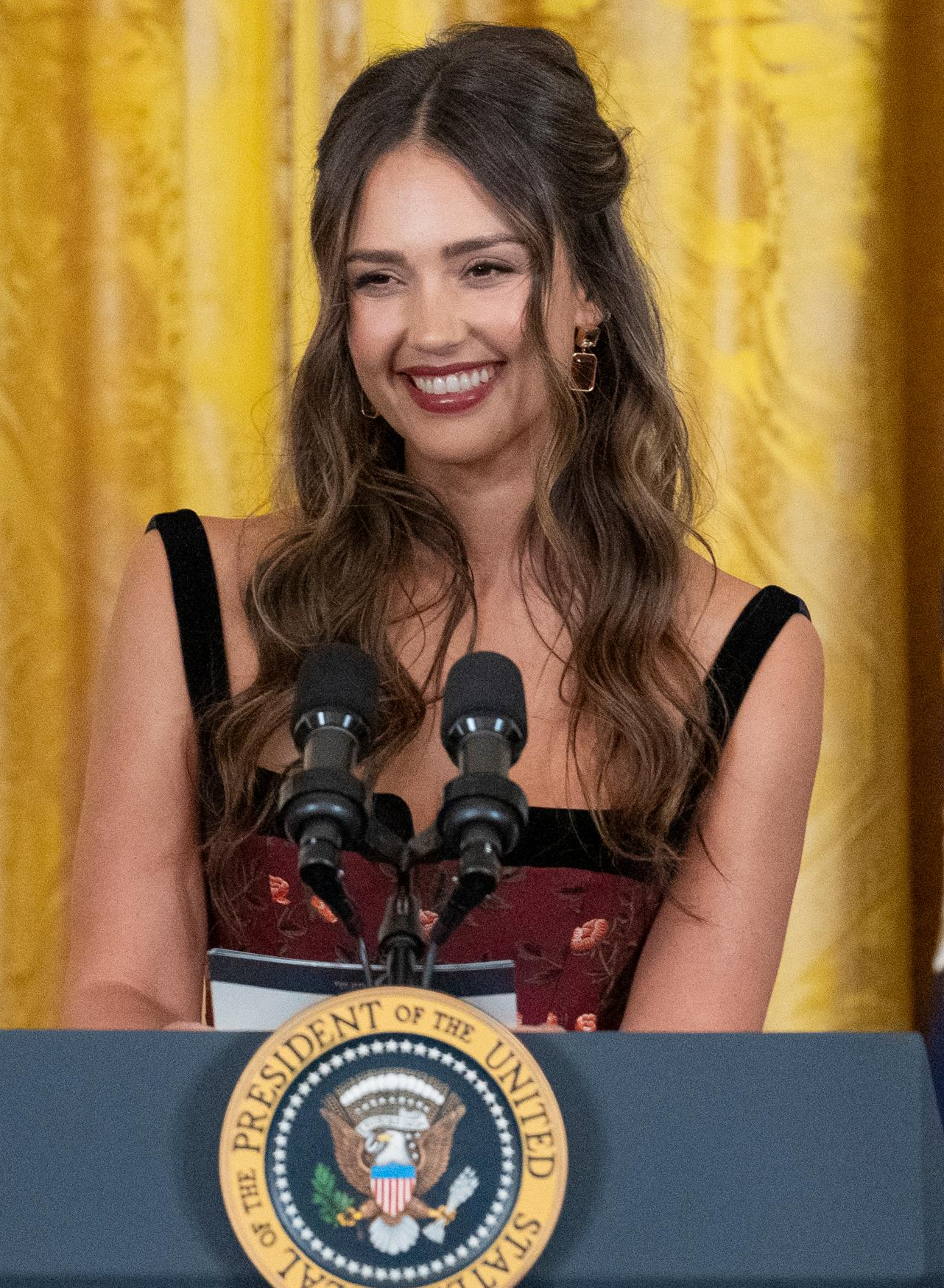
Jessica Alba (* 1981)

- Alba, Jordi (* 1989), spanischer Fußballspieler
- Alba, Joshua (* 1982), US-amerikanischer Schauspieler
- Alba, Joven (* 1969), philippinischer Poolbillard- und Snookerspieler
- Alba, Julio (1922–1997), argentinischer Radrennfahrer
- Alba, Luisa de (* 2003), mexikanische Fußballspielerin
- Alba, Martial († 1553), französischer Theologe und Märtyrer
- Alba, Pedro († 1600), spanischer Komponist
- Alba, Rafael (* 1993), kubanischer Taekwondoin
- Alba, Raúl de, peruanischer Fußballspieler
- Alba, Richard (1942–2025), US-amerikanischer Soziologe
- Alba, Rose (1920–2005), englische Schauspielerin
- Alba, Sebastião (1940–2000), portugiesischer Lyriker

### Albac
- Albácar Gallego, Eduard (* 1979), spanischer Fußballspieler
- Albacete Sáiz, Juan (1889–1962), spanischer römisch-katholischer Ordensgeistlicher, Apostolischer Präfekt von San Francisco Javier
- Albacete, Antonio (* 1965), spanischer Autorennfahrer
- Albacete, Lorenzo (1941–2014), US-amerikanischer Geistlicher und katholischer Theologe
- Albach, Dirk (* 1972), deutscher Botaniker und Evolutionsbiologe
- Albach, Hester (* 1953), niederländische Autorin
- Albach, Horst (1931–2021), deutscher Wirtschaftswissenschaftler
- Albach, Joseph Stanislaus (1795–1853), österreichischer Ordensgeistlicher und Prediger
- Albach, Maeghan (1974–2019), US-amerikanische Schauspielerin, Synchronsprecherin und Model
- Albach, Peter (* 1956), deutscher Politiker (CDU), MdB
- Albach, Tom (1925–2020), US-amerikanischer Musikproduzent
- Albach-Retty, Rosa (1874–1980), österreichische Schauspielerin
- Albach-Retty, Wolf (1906–1967), österreichischer BurgschauspielerWolf Albach-Retty (1906–1967)

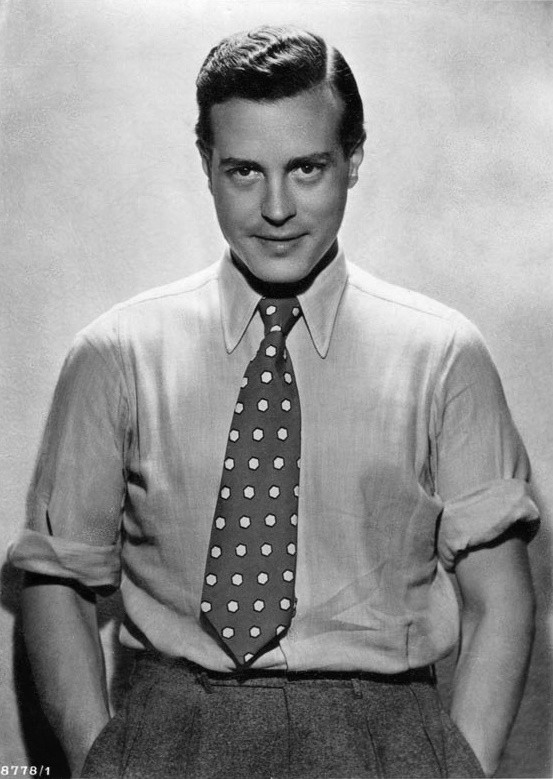
Wolf Albach-Retty (1906–1967)

### Albad
- Albada, Aggäus van († 1610), Jurist und Staatsrat der Generalstaaten
- Albada, Gale Bruno van (1912–1972), niederländischer Astronom
- Albada, Sacha van (* 1981), US-amerikanisch-niederländische Physikerin und Hochschullehrerin
- Albader, Hani, US-amerikanischer DJ

### Albae
- Albæk, Mads (* 1990), dänischer Fußballspieler

### Albah
- Albahari, David (1948–2023), serbischer Schriftsteller

### Albai
- Albaicín, Rafael (1919–1981), spanischer Stierkämpfer und Schauspieler

### Albam
- Albam, Manny (1922–2001), US-amerikanischer Musiker, Komponist, Arrangeur und Musikpädagoge
- Albam, Szloma (1922–1996), polnischer Unternehmer und Stifter

### Alban
- Alban von England, christlicher Märtyrer in Britannien
- Alban von Mainz († 406), Priester, Missionar und Märtyrer
- Alban, Constant Jozeph (1873–1944), niederländischer Porträt-, Stillleben- und Landschaftsmaler sowie Radierer und Möbeldesigner
- Alban, Ernst (1791–1856), Arzt und Maschinenbauer
- Alban, Esow (* 2001), indischer Bahnradsportler
- Alban, Franz (1781–1856), deutscher Schuhmacher und Politiker
- Albán, Laureano (1942–2022), costa-ricanischer Poet und Diplomat
- Alban, Matthias († 1712), Tiroler Geigen- und Lautenbauer
- Alban, Robert (* 1952), französischer Radrennfahrer
- Albaneder, Johann Michael (1762–1824), österreichischer Bildhauer, Bossierer und Keramiker
- Albanel, Christine (* 1955), französische Schriftstellerin und Politikerin
- Albanés, Antonio († 2012), uruguayischer Straßenradrennfahrer
- Albanese, Anthony (* 1963), australischer Politiker (Australian Labor Party)Anthony Albanese (* 1963)

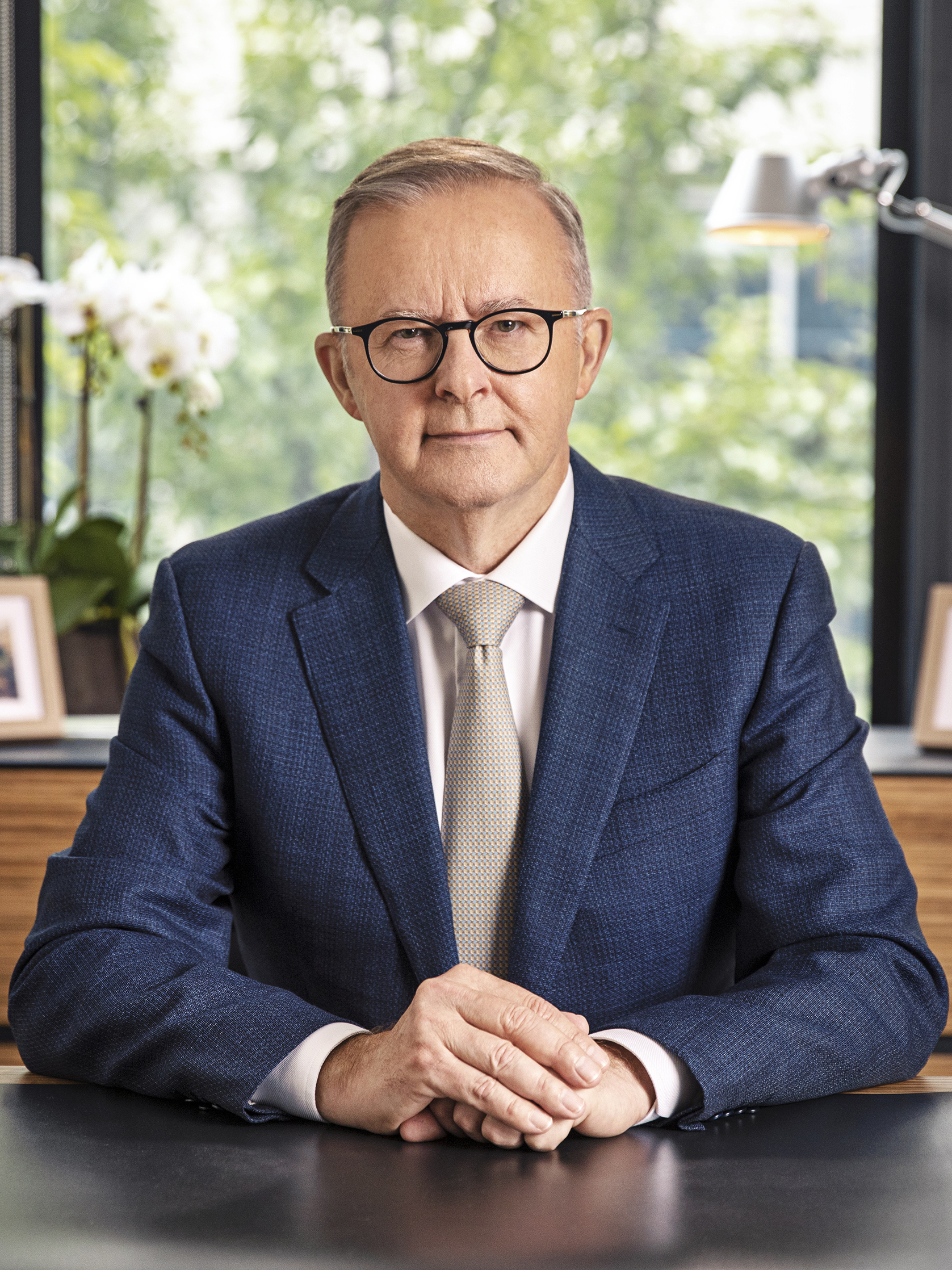
Anthony Albanese (* 1963)

- Albanese, Antonio (* 1964), italienischer Schauspieler, Drehbuchautor und Filmregisseur
- Albanese, Charles (* 1951), US-amerikanischer katholischer Priester und Trappist
- Albanese, Federico (* 1982), italienischer Komponist, Pianist und Musikproduzent
- Albanese, Flavio (* 1951), italienischer Designer
- Albanese, Francesca (* 1977), italienische Juristin und MenschenrechtsexpertinFrancesca Albanese (* 1977)

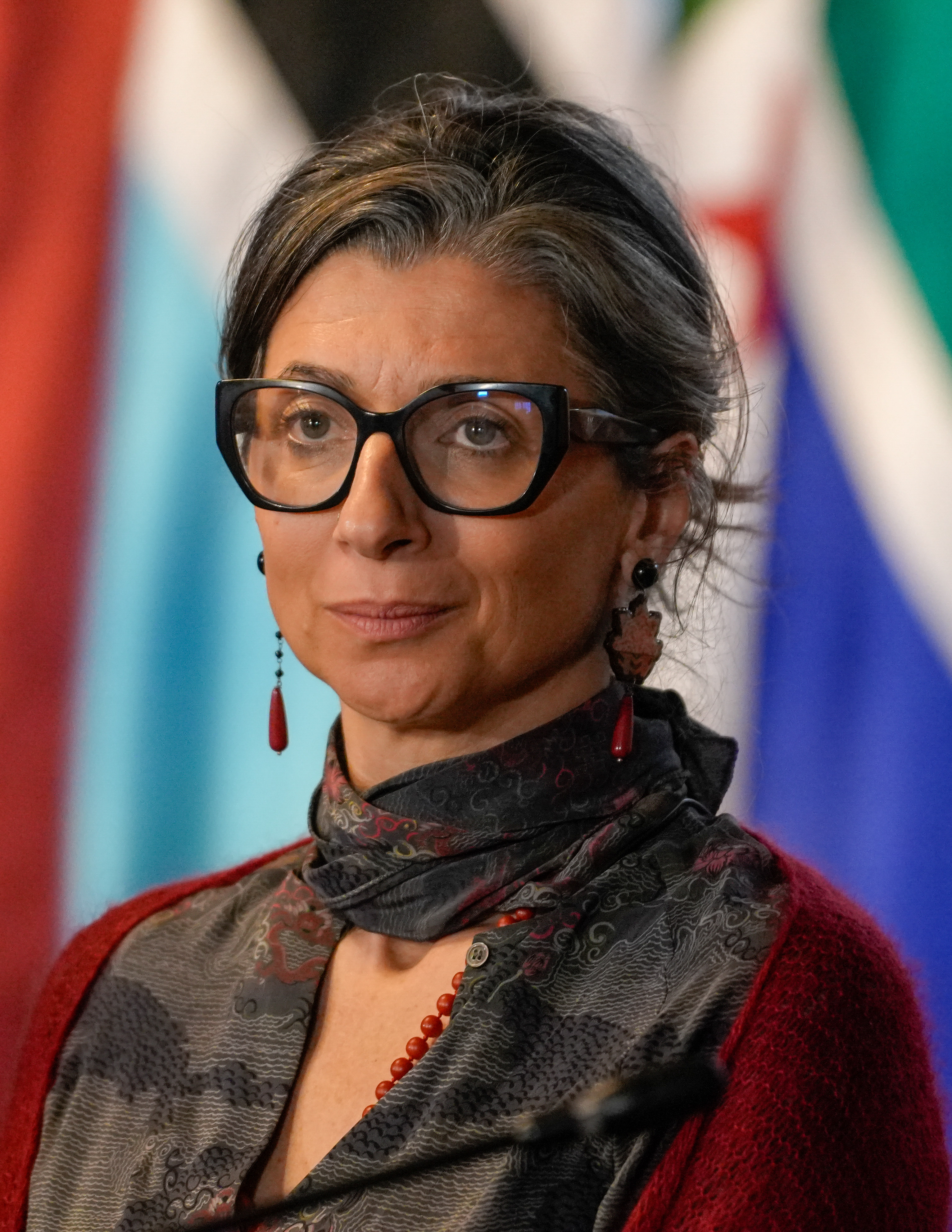
Francesca Albanese (* 1977)

- Albanese, Frank (1931–2015), US-amerikanischer Schauspieler
- Albanese, Giacomo (1890–1947), italienischer Mathematiker
- Albanese, Lauren (* 1989), US-amerikanische Tennisspielerin
- Albanese, Licia (1909–2014), italoamerikanische Opernsängerin (Sopran)
- Albanese, Roberto (* 1973), deutscher Tänzer, Tanzsporttrainer und Choreograph im Bereich des Formationensportes (Latein)
- Albanese, Uta (* 1973), deutsche Tänzerin und Tanzsporttrainerin
- Albanese, Vincenzo (* 1996), italienischer Radrennfahrer
- Albanesi, Carlo (1856–1926), italienischer Komponist und Pianist
- Albanesi, Luigi (1821–1897), italienischer Komponist, Pianist und Klavierpädagoge
- Albani, Abderrazak El, französisch-marokkanischer Sedimentologe und Paläontologe
- Albani, Alessandro (1692–1779), italienischer Kardinal
- Albani, Annibale (1682–1751), italienischer Kardinal
- Albani, Bernd (* 1944), evangelischer Pfarrer und ein Vertreter der kirchlichen Friedens- und Umweltbewegung der DDR
- Albani, Carlo (1687–1724), italienischer Adeliger und Fürst von Soriano nel Cimino
- Albani, Elsa (1921–2004), italienische Schauspielerin
- Albani, Emma (1847–1930), kanadische Opernsängerin (Sopran)
- Albani, Francesco (1578–1660), italienischer Maler der Bologneser Schule
- Albani, Gian Girolamo (1504–1591), italienischer Kardinal der Römischen Kirche
- Albani, Giorgio (1929–2015), italienischer Radrennfahrer
- Albani, Giovanni Francesco (1720–1803), italienischer Kardinal der Römischen Kirche
- Albani, Giuseppe (1750–1834), Kardinal der katholischen Kirche
- Albani, Guerrino (* 1954), san-marinesischer Fußballspieler
- Albani, Marcella (1899–1959), italienische Schauspielerin und Autorin
- Albani, Marcello (1905–1980), italienischer Filmregisseur und Drehbuchautor
- Albānī, Muhammad Nāsir ad-Dīn al- (1914–1999), islamischer (sunnitischer) Hadith-Gelehrter
- Albani, Nicola (* 1981), san-marinesischer Fußballspieler
- Albani, Robert (1812–1876), deutscher Gymnasiallehrer und Schuldirektor
- Albani, Stephan (* 1968), deutscher Politiker (CDU), MdBStephan Albani (* 1968)

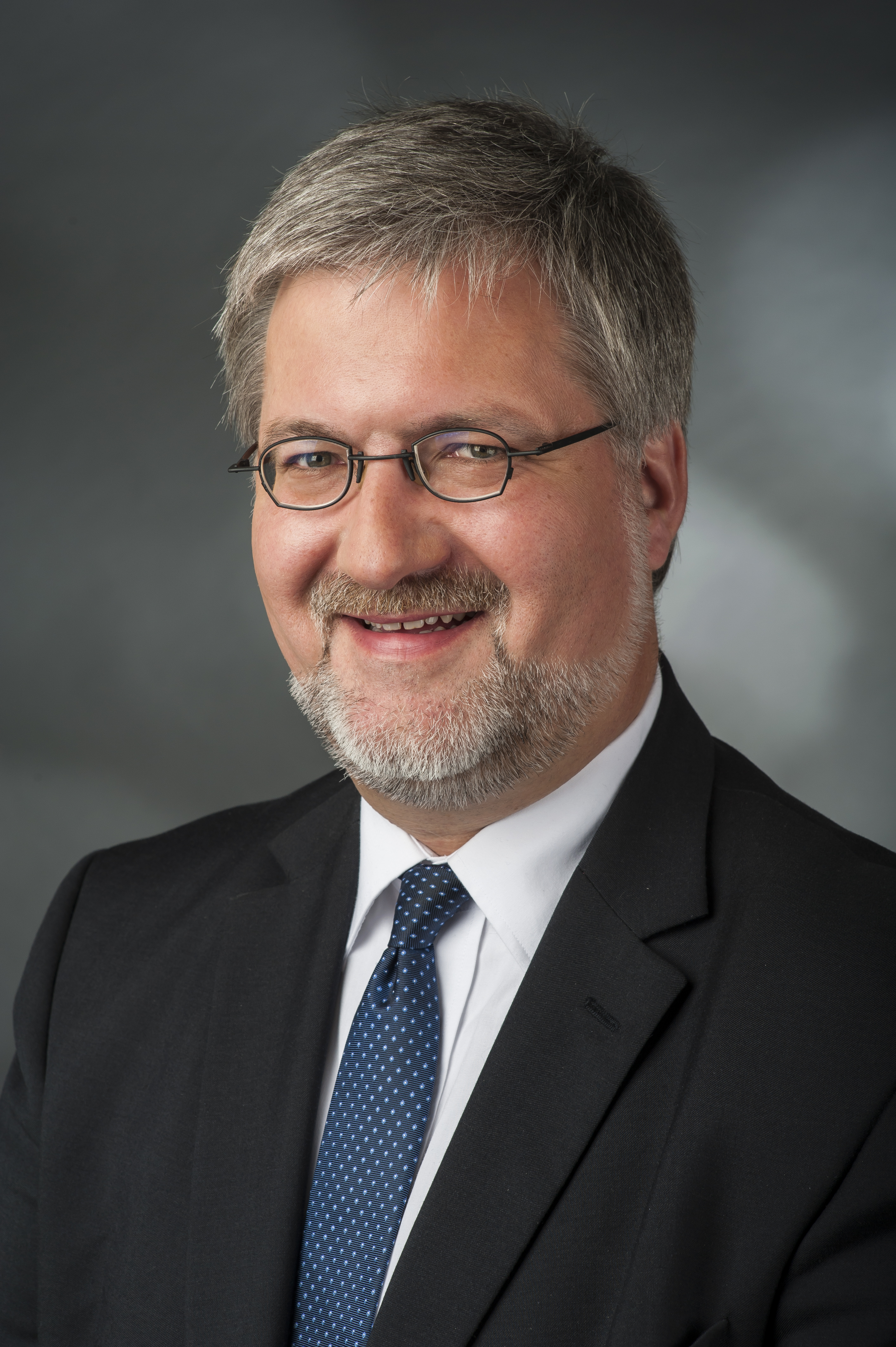
Stephan Albani (* 1968)

- Albanis, Christos (* 1994), griechischer Fußballspieler
- Albano, Elías Fernández (1845–1910), chilenischer Politiker
- Albano, Gianfranco (* 1942), italienischer Fernsehregisseur
- Albano, Lou (1933–2009), italienischer Wrestler, Wrestling-Manager und SchauspielerLou Albano (1933–2009)

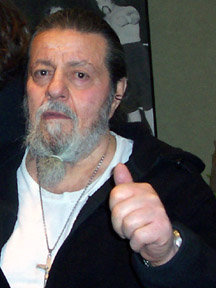
Lou Albano (1933–2009)

- Albano, Marcello (1961–2017), italienischer Comiczeichner
- Albano, Miriam (* 1991), italienischstämmige Opernsängerin (Mezzosopran)
- Albano, Pablo (* 1967), argentinischer Tennisspieler
- Albano, Salvatore (1841–1893), italienischer Bildhauer
- Albano-Müller, Saraswati (1933–2024), indisch-deutsche Pädagogin, Journalistin und Mittlerin zwischen den Kulturen Indiens und Deutschlands
- Albanow, Walerian Iwanowitsch (1881–1919), russischer Seefahrer und Polarforscher
- Albanus, antiker römischer Toreut
- Albanus, August (1765–1839), deutscher Pädagoge und Geistlicher, Gelegenheitsdichter und Herausgeber
- Albanus, August (1837–1887), russischer Arzt und Zoologe
- Albany, Joe (1924–1988), amerikanischer Jazzpianist

### Albar
- Albarado, Oscar (1948–2021), US-amerikanischer Boxer
- Albarda, Herman (1826–1898), niederländischer Jurist, Entomologe und Ornithologe
- Albarda, Willem (1877–1957), niederländischer Politiker (SDAP)
- Albareda i Bach, Jordi (* 1925), katalanischer Pianist und Gesangslehrer
- Albareda, Anselmo (1892–1966), spanischer Kardinal der römisch-katholischen Kirche
- Albareda, José María (1902–1966), spanischer Pharmazeut
- Albareda, Marcià († 1673), katalanischer Komponist und Kapellmeister
- Albarelli, Fabio (1943–1995), italienischer Segler
- Albarello, Marco (* 1960), italienischer Skilangläufer
- Albarello, Yves (* 1952), französischer Politiker
- Albares, José Manuel (* 1972), spanischer Diplomat, Politiker und Außenminister
- Albarjan, Nasar (1943–2021), sowjetischer Ringer
- Albarn, Damon (* 1968), englischer MusikerDamon Albarn (* 1968)

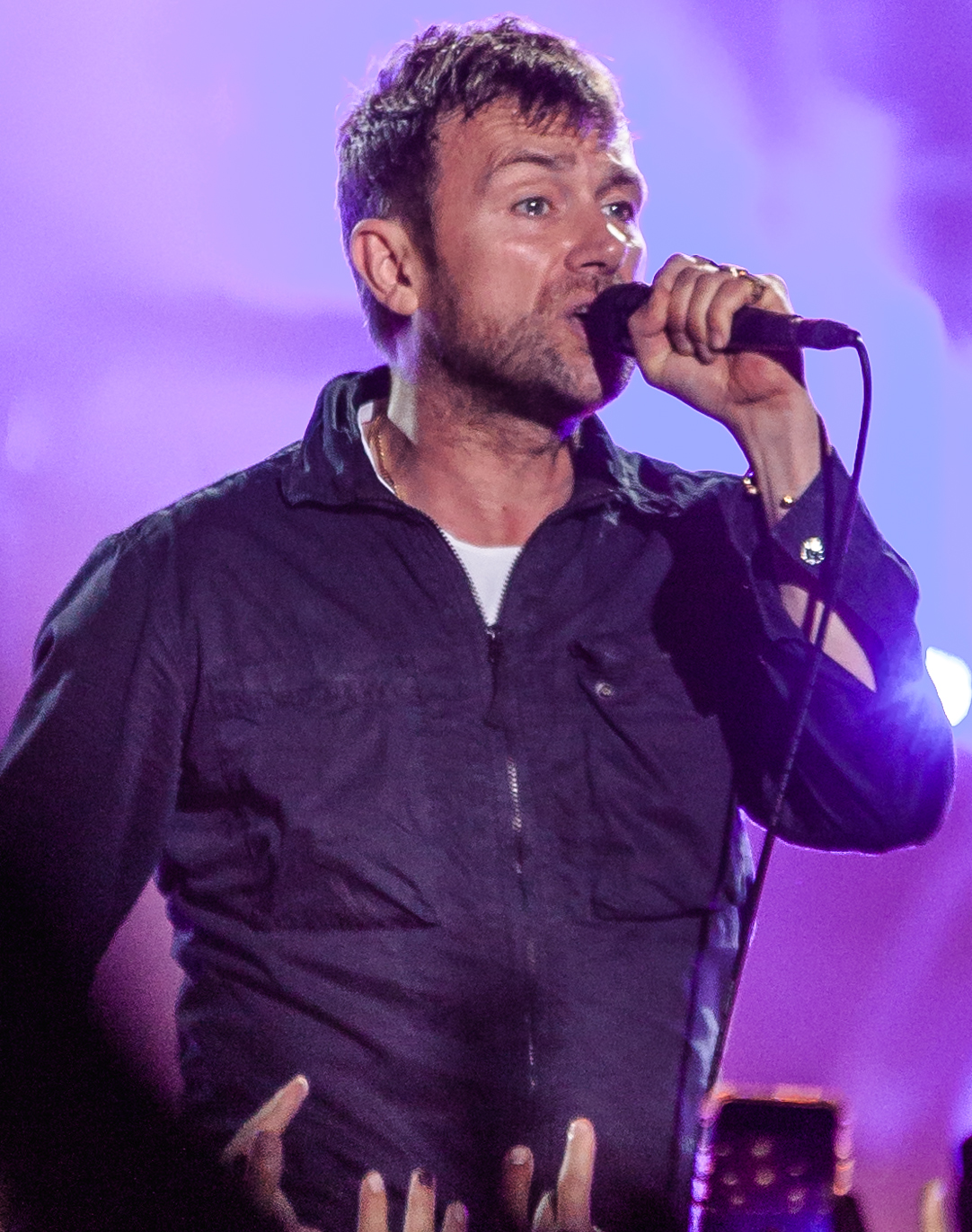
Damon Albarn (* 1968)

- Albarracín Broseta, Severino (1851–1878), spanischer Anarchist
- Albarracín Teulon, Agustín (1922–2001), spanischer Medizinhistoriker
- Albarracín, Ernesto (* 1907), argentinischer Fußballspieler
- Albarracín, Nicolás (* 1993), uruguayischer Fußballspieler
- Albarracín, Waldo (* 1957), bolivianischer Bürgerrechtler
- Albarrán, Arturo (* 1979), mexikanisch-salvadorianischer Fußballspieler
- Albarrán, Joaquín (1860–1912), kubanischer Urologe
- Albarran, Leomar (* 1992), venezolanischer Gewichtheber
- Albarrán, Mario Alberto (* 1968), mexikanischer Fußballtorhüter
- Albarran, Pierre (1893–1960), französischer Tennis- und Bridgespieler
- Albartus, Gerd (1950–1987), deutscher Terrorist der Revolutionären Zellen

### Albas
- Albasini, Fabrizio (* 2003), Schweizer Skilangläufer
- Albasini, João dos Santos (1876–1922), mosambikanischer Journalist, Nationalist und Aktivist für die Rechte Schwarzer
- Albasini, Michael (* 1980), Schweizer Nationaltrainer und Radrennfahrer

### Albat
- Albath, Maike (* 1966), deutsche Journalistin und LiteraturkritikerinMaike Albath (* 1966)

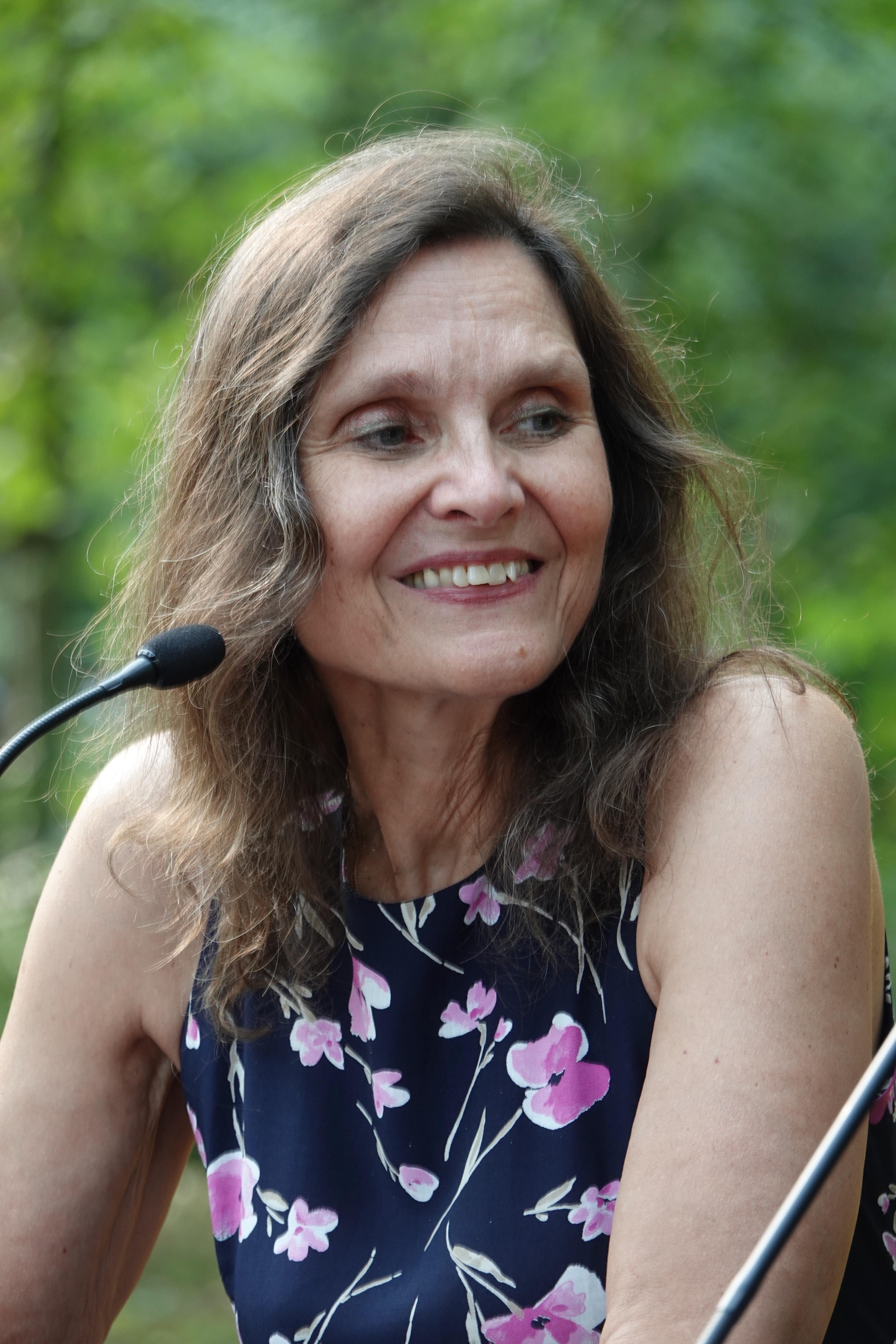
Maike Albath (* 1966)

- Albath, Walter (1904–1989), deutscher Jurist, SS-Führer und Beamter der Gestapo
- Albats, Hermanis (1879–1942), lettischer Diplomat, Politiker, Wissenschaftler Dichter und Rechtsanwalt

### Albau
- Albaugh, Walter H. (1890–1942), US-amerikanischer Politiker

### Albay
- Albay, Ercan (* 1954), türkischer Fußballtrainer
- Albayati, Amer (* 1942), irakisch-österreichischer Journalist und Autor
- Albayrak, Ahmet Akgün (1932–2006), türkischer Politiker
- Albayrak, Berat (* 1978), türkischer Geschäftsmann und PolitikerBerat Albayrak (* 1978)

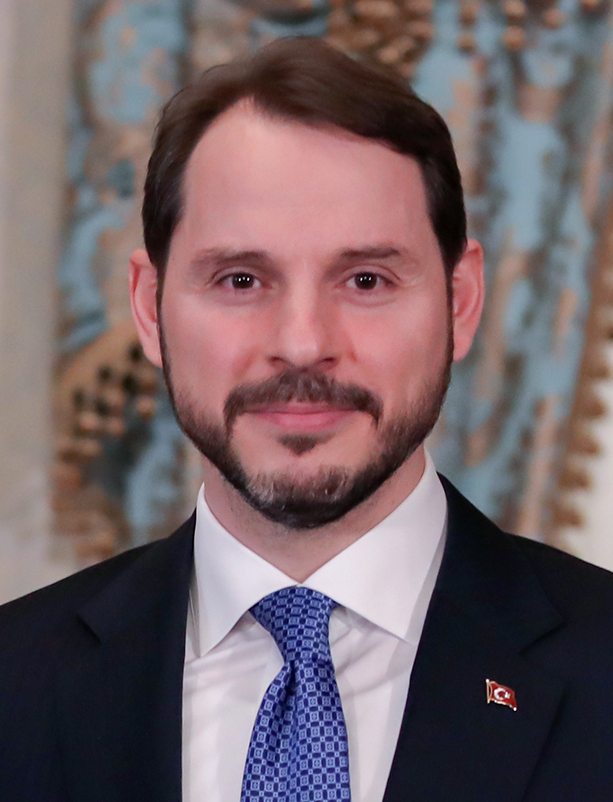
Berat Albayrak (* 1978)

- Albayrak, Eren (* 1991), türkischer Fußballspieler
- Albayrak, Erhan (* 1977), türkischer Fußballspieler
- Albayrak, İsmail (* 1968), türkischer Theologe, Islamwissenschaftler und Hochschullehrer in Australien
- Albayrak, Mikail (* 1992), türkischer Fußballspieler
- Albayrak, Mücahit (* 1991), türkischer Fußballspieler
- Albayrak, Nebahat (* 1968), niederländische Politikerin (PvdA)
- Albayrak, Nil Sude (* 1995), türkische Schauspielerin
- Albayrak, Şahin (* 1958), deutscher Informatiker und Hochschullehrer
- Albayrak, Sinan (* 1973), türkischer Schauspieler
- Albayrak, Tuğçe (1991–2014), deutsche türkischstämmige Lehramtsstudentin
- Albayrak, Uğur (* 1988), deutsch-türkischer Fußballspieler
- Albayrak, Vedat (* 1993), türkischer Judoka
- Albayram, Fırat (* 1985), türkischer Schauspieler, Fernsehmoderator und Webvideoproduzent

### Albaz
- Albaz, Jewgenija Markowna (* 1958), russische Enthüllungsjournalistin, Politikwissenschaftlerin, Schriftstellerin und Radiomoderatorin